# سوستانون ۲۵۰
سوستانون ۲۵۰ (به انگلیسی: Sustanon 250) یا TP/TPP/TiC/TD یک کمپلکس هورمونی به صورت تزریقی است. این ترکیب دارویی یک استروئید آنابولیک با تأثیرات آندروژنیک است که در درمان هیپوگنادیسم به کار می‌رود. استروئیدهای آنابولیکی که این ترکیب را تشکیل می‌دهند عبارتند از:
- تستوسترون پروپیونات ۳۰ میلیگرم
- تستوسترون فنیل پروپیونات ۶۰ میلیگرم
- تستوسترون ایزوکاپروات ۶۰ میلیگرم
- تستوسترون دکانوات ۱۰۰ میلیگرم